# Casmalia (Kalifornija)
Casmalia je naseljeno područje za statističke svrhe u američkoj saveznoj državi Kalifornija. Prema popisu stanovništva iz 2010. u njemu je živjelo 138 stanovnika.